# Sčítání lidu na Ukrajině (2023)
Všeukrajinské sčítání lidu roku 2023 je druhé sčítání lidu na Ukrajině, jehož provedení se plánuje na listopad až prosinec roku 2023. O provedení se uvažovalo ještě v roce 2011, nicméně kvůli několika krizím, válce a rozpočtovým omezením došlo k jeho odložení na rok 2023.

## Historie

### Předehra
První a zatím poslední sčítání lidu se na nezávislé Ukrajině uskutečnilo v roce 2001, i když se má sčítání lidu podle zprávy Ekonomické komise OSN pro Evropu z roku 2020 provádět každých 10 let.
V roce 2008 nařídila vláda Ukrajiny provedení zkušebního sčítání na rok 2009 a všeukrajinské až na rok 2011. Posléze docházelo k odložení posledního na rok 2012, 2013 a 2016. V prosinci 2015 došlo k dalšímu odložení z roku 2016 na 10. listopadu 2020.

### Zkušební sčítání lidu v roce 2019 a tzv. „Dubiletovo sčítání“.
Dne 18. července 2019 vydal Kabinet ministrů Ukrajiny nařízení № 504-р «O provedení zkušebního sčítání lidu» s použitím inovačních technologií sbírání dat obyvatel.
V období od 1. prosince do 26. prosince roku 2019 bylo provedeno zkušební sčítání na částečně na území Oboloňského obvodu (rajónu) Kyjeva a několika sídel městského typu v Kyjevské oblasti.
V lednu 2020 zveřejnil ministr kabinetu ministrů Ukrajiny Dmytro Dubilet odhad počtu obyvatel na Ukrajině ke dni 1. prosince 2019, a to prostřednictvím využití dat mobilních operátorů, Penzijního fondu Ukrajiny, Ukrajinského státního statistického úřadu a veřejného rejstříku fyzických osob. Podle výsledků „Dubiletova sčítání“ bylo na Ukrajině, resp. na území kontrolované Ukrajinou, k 1. prosinci 2019 přítomno 37 milionů 289 tisíc obyvatel, z nichž 16,5 milionů lidí bylo v produktivním věku 25 – 54 let, 6,2 milionů osob byly starší 65 let, 5,7 milionů obyvatel byly děti ve věku 0 až 14 let, 5,2 milionů obyvatel byly ve věku 55 až 64 let a 3,6 milionů lidí bylo v produktivním věku 15 – 24 let. Podle výsledků bylo 20 milionů obyvatel ženami, zatímco zbývající 17,3 milionů tvořily muži. V hlavním městě Ukrajiny žilo cca 3,7 milionů obyvatel. Podle slov tehdejšího ministra Kabinetů ministrů Ukrajiny by neměla hodnota odchylky výsledků být větší než 2,86 %.
Nicméně výsledky byly zpochybněny Ukrainian Centre for Social Data, který kritizoval Dubiletovou práci, a to pro chybný postup ve výpočtech: chyběla totiž extrapolace a chybné zaokrouhlování, čímž došlo ke zkreslení výsledků. Podle Andrije Prociuka byly výsledky natolik zkresleny, že se jednalo o absurditu: tak na základě výsledků „Dubiletova sčítání“ byla střední délka života pro obě pohlaví až o 12 % nižší než tvrdily oficiální údaje, pracovní migrace do zahraničí byla rovnoměrně rozprostřena ve všech věkových kategoriích (což znamená, že děti a senioři se najednou „stali“ pracovními migranty v zahraničí) a počet lidí ve věku 65+ byl o 11,2 % nižší než uváděl Penzijní fond Ukrajiny. Z výše uvedených důvodů lze výsledky tzv. „Dubiletova sčítání“ považovat za zkreslené a neodpovídající realitě, a proto jedinou optimální možností je provedení plnohodnotného sčítání lidu na území celé Ukrajiny.

### Posunutí sčítání lidu na rok 2023
V listopadu 2021 podepsal prezident Zelenskyj memorandum o spolupráci se společností Apple v rámci provedení sčítání lidu na Ukrajině, čímž se Ukrajina stane druhou zemí na světě, která provedla sčítání lidu ve spolupráci s Apple (první byly Spojené státy americké).
Dne 9. prosince 2020 vydala Vláda Ukrajiny nařízení № 1542-р «O provedení všeukrajinského sčítání lidu v roce 2023». V prosinci 2021 vyčlenil rozpočtový výbor Parlamentu Ukrajiny 416 milionů hřiven (15,3 milionů dolarů) na přípravu k provedení druhého sčítání lidu v roce 2023. V rámci přípravy ke sčítání již bylo schváleno 50 otázek, které kromě standardních témat jako: základní demografické charakteristiky (věk, pohlaví apod.), národnost, rodný jazyk, občanství, vzdělání, povolání, zahrnují otázky ohledně migrační aktivity a zdravotního znevýhodnění.
V důsledku invaze Ruské federace na Ukrajinu je osud provedení sčítání spíše mlhavý: v srpnu 2022 měla Ruská federace pod svou kontrolou více než pětinu území Ukrajiny, což komplikuje provedení sčítání lidu na území celé země. V červenci 2022 informoval ministr Kabinetu ministrů Ukrajiny Oleh Nemčinov, že provedení sčítání lidu během aktivní fáze ozbrojeného konfliktu je vyloučeno, a že se se sčítáním počítá až po skončení války. I přes to schválil Parlament návrh zákona o povinnosti provedení sčítání lidu alespoň jednou za deset let.